# Bangalaia thomensis
Bangalaia thomensis là một loài bọ cánh cứng trong họ Cerambycidae.